# Лайлс (Теннессі)
Лайлс (англ. Lyles) — переписна місцевість (CDP) в США, в окрузі Гікман штату Теннессі. Населення — 763 особи (2020).

## Географія
Лайлс розташований за координатами 35°55′10″ пн. ш. 87°20′42″ зх. д. / 35.91944° пн. ш. 87.34500° зх. д. (35.919496, -87.344979).  За даними Бюро перепису населення США в 2010 році переписна місцевість мала площу 6,78 км², уся площа — суходіл.

## Демографія
Згідно з переписом 2010 року, у переписній місцевості мешкали 734 особи в 287 домогосподарствах у складі 200 родин. Густота населення становила 108 осіб/км².  Було 333 помешкання (49/км²).
Расовий склад населення:
| - 93,6 % — білих - 3,1 % — чорних або афроамериканців - 0,5 % — корінних американців - 0,4 % — азіатів |

До двох чи більше рас належало 1,9 %. Частка іспаномовних становила 1,4 % від усіх жителів.
За віковим діапазоном населення розподілялося таким чином: 23,6 % — особи молодші 18 років, 64,7 % — особи у віці 18—64 років, 11,7 % — особи у віці 65 років та старші. Медіана віку мешканця становила 38,4 року. На 100 осіб жіночої статі у переписній місцевості припадало 92,7 чоловіків;  на 100 жінок у віці від 18 років та старших — 90,8 чоловіків також старших 18 років.
За межею бідності перебувало 20,7 % осіб, у тому числі 0,0 % дітей у віці до 18 років та 16,5 % осіб у віці 65 років та старших.
Цивільне працевлаштоване населення становило 304 особи. Основні галузі зайнятості: виробництво — 50,0 %, освіта, охорона здоров'я та соціальна допомога — 21,1 %, мистецтво, розваги та відпочинок — 17,1 %.